# 小行星12709
小行星12709（12709 Bergen op Zoom）是一颗绕太阳运转的小行星，为主小行星带小行星。该小行星于1990年11月19日发现。

## 轨道参数
小行星12709的轨道半长轴为394 678 400 km，2.6382246 UA，离心率为0.118。